# Frédéric Thomas
Frédéric Thomas (Sarcelles, 10 agosto 1980) è un ex calciatore francese, di ruolo centrocampista.